# Гранд-Айл (округ, Вермонт)
Шаблон:StateAbbr_ 44°48′58″ пн. ш. 73°18′00″ зх. д. / 44.816036° пн. ш. 73.299889° зх. д.
Округ Гранд-Айл (англ. Grand Isle County) — округ (графство) у штаті  Вермонт, США. Ідентифікатор округу 50013.

## Історія
Округ утворений 1805 року.

## Демографія
За даними перепису 2000 року загальне населення округу становило 6901 осіб, усе сільське. Серед мешканців округу чоловіків було 3448, а жінок — 3453. В окрузі було 2761 домогосподарство, 1954 родин, які мешкали в 4663 будинках. Середній розмір родини становив 2,93.
Віковий розподіл населення поданий у таблиці:
| Стать    | До 15 років | 15-21 | 22-29 | 30-39 | 40-49 | 50-65 | 65-85 | Понад 85 |
| -------- | ----------- | ----- | ----- | ----- | ----- | ----- | ----- | -------- |
| Чоловіки | 731         | 271   | 226   | 500   | 655   | 676   | 371   | 18       |
| Жінки    | 664         | 264   | 253   | 530   | 627   | 654   | 420   | 41       |

## Суміжні округи
- Le Haut-Richelieu Regional County Municipality[en], Квебек, Канада — північ
- Франклін — схід
- Читтенден — південний схід
- Клінтон, Нью-Йорк — захід

## Виноски
1. ↑  U.S. Decennial Census. United States Census Bureau. Архів оригіналу за 26 квітня 2015. Процитовано 29 червня 2015.
2. ↑  Historical Census Browser. University of Virginia Library. Архів оригіналу за 16 серпня 2012. Процитовано 29 червня 2015.
3. ↑  Forstall, Richard L., ред. (27 березня 1995). Population of Counties by Decennial Census: 1900 to 1990. United States Census Bureau. Архів оригіналу за 24 вересня 2015. Процитовано 29 червня 2015.
4. ↑  Census 2000 PHC-T-4. Ranking Tables for Counties: 1990 and 2000 (PDF). United States Census Bureau. 2 квітня 2001. Архів оригіналу (PDF) за 18 грудня 2014. Процитовано 29 червня 2015.
5. ↑  State & County QuickFacts. United States Census Bureau. Архів оригіналу за 6 червня 2011. Процитовано 30 грудня 2013.(англ.) Наведено за англійською вікіпедією.
6. ↑  American FactFinder. Бюро перепису населення США. Архів оригіналу за 26 лютого 2012. Процитовано 31 січня 2008.

| США | Це незавершена стаття з географії США. Ви можете допомогти проєкту, виправивши або дописавши її. |